# Ruská fašistická strana
Ruská fašistická strana (rusky Российская фашистская партия) byla politická organizace ruských emigrantů v Mandžusku, existující v letech 1931 až 1943.

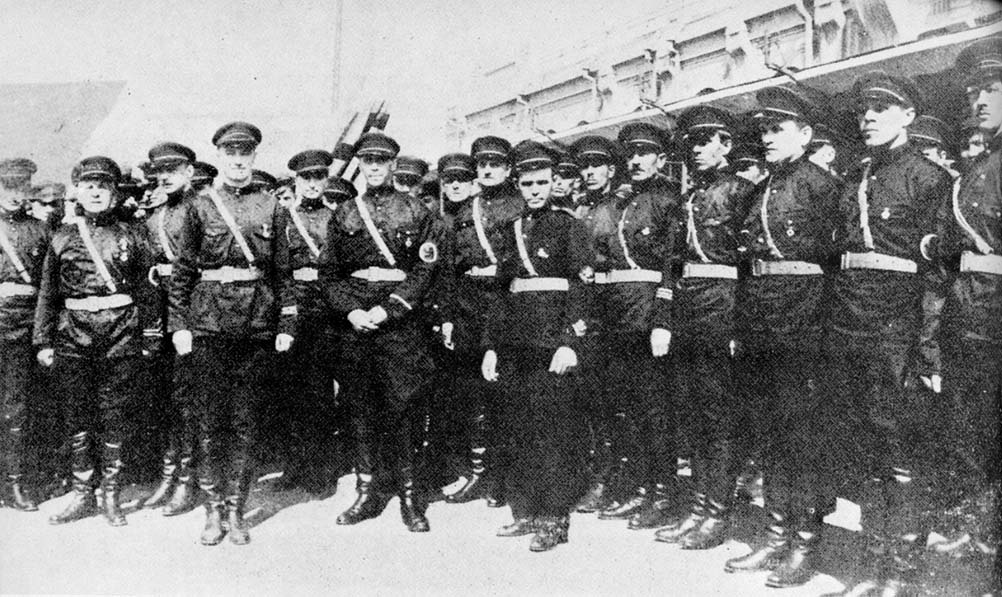
Uniformovaní příslušníci strany v Charbinu roku 1934

V roce 1925 založil Nikolaj Nikiforov, profesor práva na univerzitě v Charbinu, Ruskou fašistickou organizaci, hlásící se k odkazu Pjotra Stolypina i k politice, kterou v Itálii prosazoval Benito Mussolini. V roce 1931 z ní vznikla Ruská fašistická strana, jejímž předsedou se stal bělogvardějský generál Vladimir Kozmin, kterého o rok později vystřídal Konstantin Rodzajevskij. Ideologií strany byl korporativismus, autoritarismus, pravoslaví, antikomunismus a antisemitismus, symboly byly svastika a dvouhlavý orel. Strana měla heslo „Bůh, národ, práce“, pozdrav „Sláva Rusku“, vlastní vlajku, hymnu i členskou uniformu, provozovala ženské, mládežnické i dětské organizace i vlastní fond shromažďující finanční prostředky na násilné svržení sovětského režimu, vydávala časopis «Нация» (Národ) a deník «Наш Путь» (Naše cesta). Konaly se čtyři stranické sjezdy, počet členů dosáhl v době největšího rozmachu dvanácti tisíc. V roce 1934 se strana spojila s Všeruskou fašistickou organizací, kterou vedl Anastasij Vonsjackij, spolupráce však byla brzy ukončena kvůli názorovým neshodám. Významným představitelem Ruské fašistické strany v Evropě byl Boris Tedli, žijící ve Švýcarsku. 
Když v roce 1932 Japonci vytvořili loutkový stát Mandžukuo, začala s nimi Ruská fašistická strana spolupracovat a vytvořila vlastní brigádu v rámci Kuantungské armády. Členové strany se roku 1938 jako dobrovolníci zapojili do bojů proti SSSR v bitvě u řeky Chalchyn, Japonci s nimi počítali jako s představiteli státní správy na dobytých územích Sibiře. Poté, co sovětské jednotky pokus o invazi odrazily, byl roku 1941 uzavřen sovětsko-japonský pakt o neútočení, v němž se japonská vláda zavázala, že nebude podporovat protisovětské organizace na svém území, Ruská fašistická strana byla rozpuštěna roku 1943.
Po vítězství v sovětsko-japonské válce vstoupila Rudá armáda do Mandžuska. Rodzajevskij v té době začal podporovat Stalina, v jehož rozhodnutích viděl posun od komunistické ideologie k velkoruskému nacionalismu. Rozhodl se dobrovolně odejít do Sovětského svazu, kde mu bylo přislíbeno místo redaktora, ale byl zatčen a popraven.